# Canan Büyrü
Canan Büyrü (* 1972 in Bochum) ist eine deutsche Journalistin, Moderatorin und Medienexpertin.

## Leben
Nach ihrem Studium der Publizistik und Kommunikationswissenschaft, Anglistik und Romanistik an der Ruhr-Universität und an der französischen Université Francois Rabelais Tours ist Büyrü seit 2001 wissenschaftliche Mitarbeiterin am Institut für Medienwissenschaft.
Bereits ab Januar 1999 ist sie als Autorin und Moderatorin im WDR Funkhaus Europa tätig, daneben diverse journalistische Tätigkeiten, unter anderem für verschiedene europäische Radiosender, aber auch für Printmedien wie die Bochumer WAZ und Onlinemagazinen wie „Polit-Poker“. 
Büyrüs seit Jahren von ihr und ihrem Kollegen Oguzhan Celik moderierte Musiksendung mit Live-Talk Çılgın im WDR gilt bei der deutsch-türkischen Zielgruppe als Kultsendung.
Zurzeit arbeitet Büyrü an ihrer Promotion.